# Peluda vera
La llisèria, palaia misèries (o palaia rossa), peluda vera, peluda amb randa, serrandell i tapaconys (Arnoglossus laterna) és un peix teleosti de la família dels bòtids i de l'ordre dels pleuronectiformes.
Pot arribar als 25 cm de llargària total.
Es troba a les costes de l'Atlàntic Oriental (des de Noruega fins a Angola). També a la Mediterrània i a la mar Negra.